# Kenneth Rooks
Kenneth Rooks (født 21. oktober 1999) er en amerikansk atletikatlet, der konkurrerer i forhindringsløb.
Han repræsenterede USA ved sommer-OL 2024 i Paris, hvor han vandt sølv i 3000 meter forhindringsløb.